# Bibliothek des Deutschen Studienzentrums in Venedig

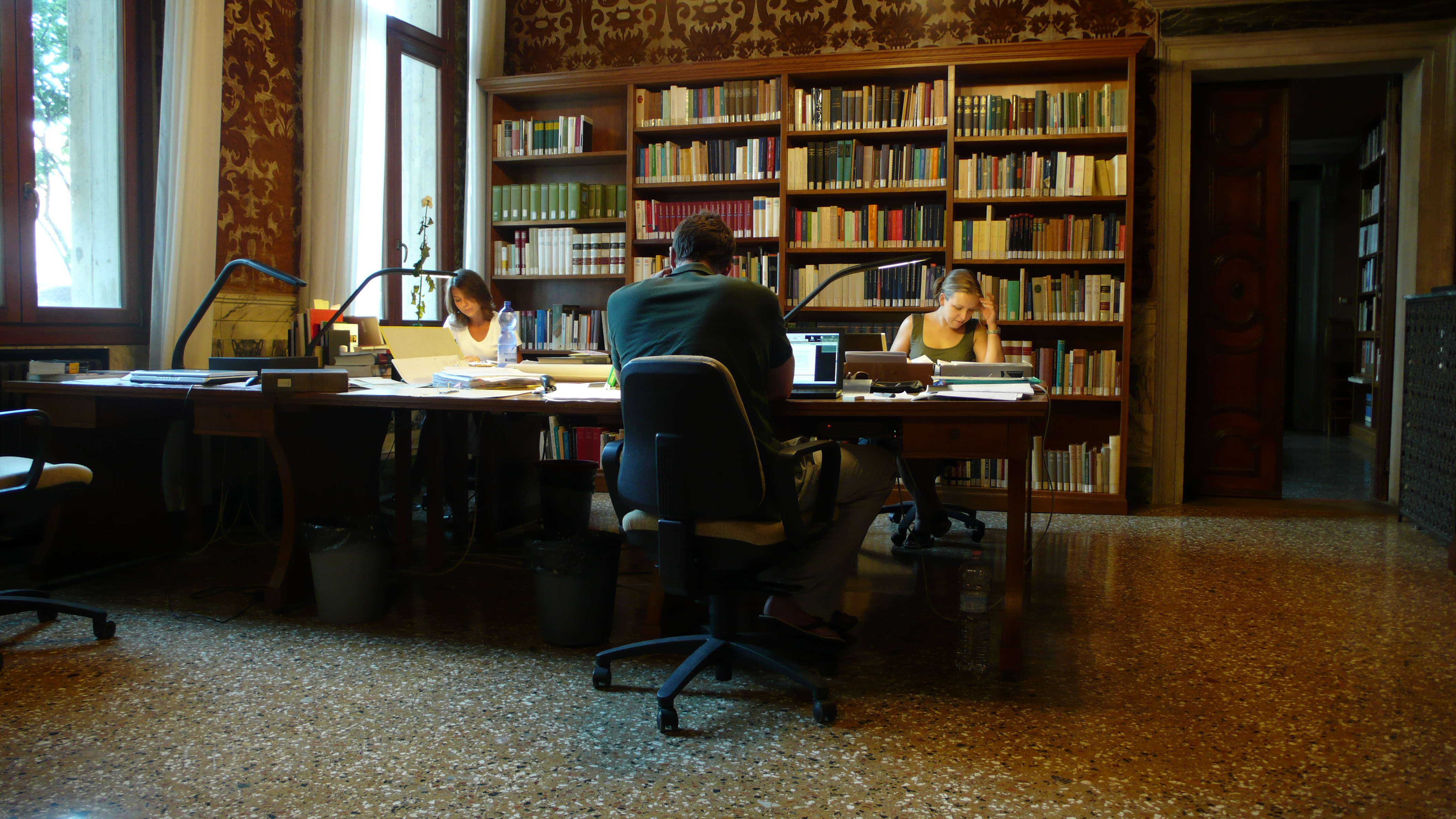
Blick in den vorderen der inzwischen drei Bibliothekssäle

Die Bibliothek des Deutschen Studienzentrums in Venedig befindet sich in Venedig im Sestiere San Polo (San Polo, 2765/A). Seit 1972 ist sie als Fach-Bibliothek des Deutschen Studienzentrums in Venedig angelegt und befindet sich im Piano nobile des Palazzo Barbarigo della Terrazza.
Die Sammelschwerpunkte der auf zwei Säle verteilten Bibliothek sind einerseits die Geschichte und Kultur Venedigs und der venezianischen Kolonien sowie seiner Außenbeziehungen von der Spätantike bis zur Gegenwart. Andererseits sammelt das Haus Publikationen zur Geschichte der deutsch-italienischen Beziehungen. Hinzu kommen Arbeiten der Stipendiaten, die zu wesentlichen Teilen im Hause entstanden oder dort überarbeitet worden sind. Die letzte Erweiterung wurde 2016 abgeschlossen.

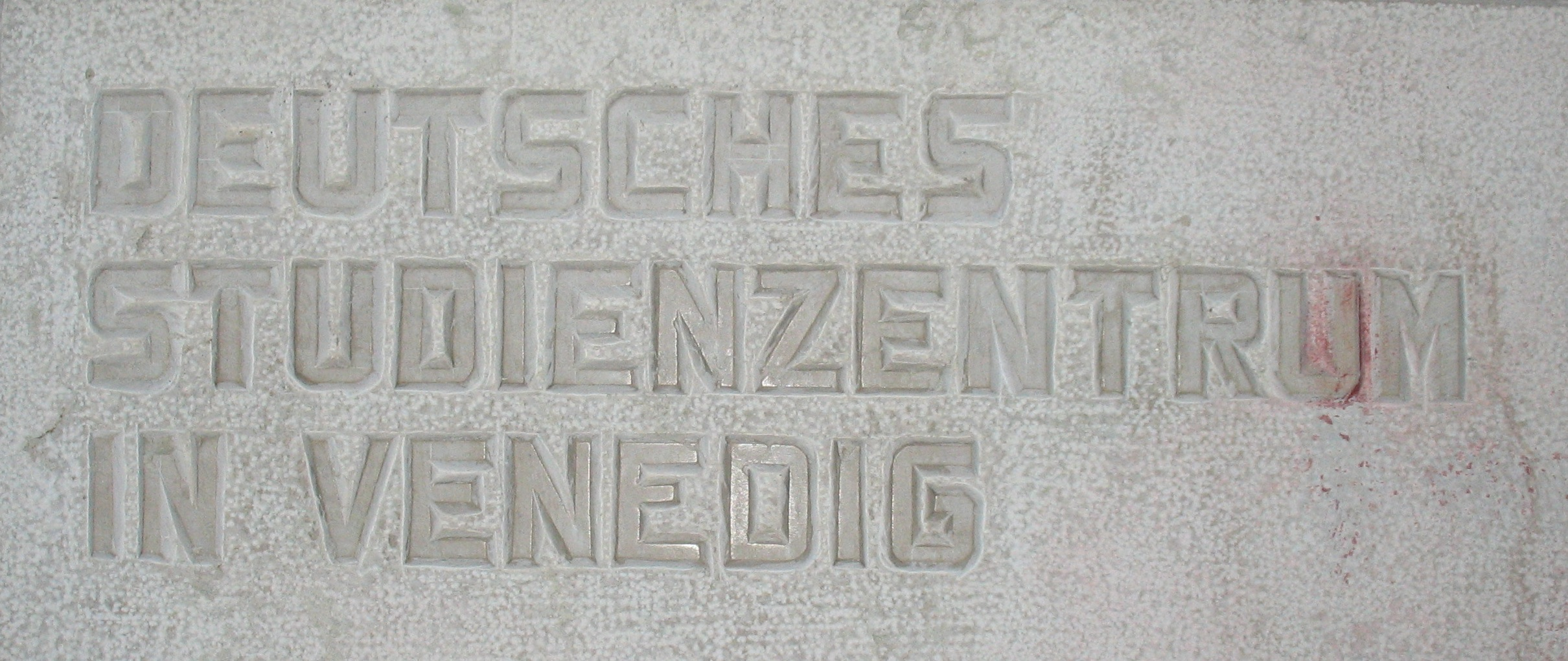
Tafel am Eingang zum Deutschen Studienzentrum in Venedig in der Calle Corner

Die Bestände der ausschließlich als Präsenzbibliothek fungierenden Einrichtung umfassen mehr als 13.000 Bände. Die Bibliothek ist zwar eine Einrichtung für Institutsangehörige, steht aber in Absprache mit der Bibliothekarin auch für externe Interessierte offen. Die Bestände stehen nicht für den Fernleihverkehr zur Verfügung.
Zu den Sammelbeständen kommen Nachlässe, wie etwa die des Kunsthistorikers Jürgen Julier, der sich von 1973 bis 1976 als Stipendiat im Deutschen Studienzentrum aufhielt, und der später zum Direktor der Staatlichen Schlösserverwaltung in Berlin avancierte. Seine Witwe Karla Julier vermachte 1994 dem Deutschen Studienzentrum die sich auf Venedig beziehenden Materialien.